# Shikarpur (Pakistan)
Shikarpur és una ciutat i municipi del Pakistan capital del districte de Shikarpur al Sind a uns 29 km de la riba esquerra de l'Indus i 37 km al nord-oest de Sukkur. La població el 2000 era de 156.901 habitants.

## Història
Fou fundada pels daudputres (tribu guerrera del Sind) al territori de cacera (shikargah) dels mahars, i d'això va agafar el nom. El 1701 els daudputres foren derrotats pel primer emir kalhora Yar Muhammad (1701-1718) i el seu fill Nur Muhammad (1718-1754) els va acabar d'expulsar cap a l'est (on van fundar Bahawalpur). El 1739 l'emperador mogol va cedir tots els territoris a l'oest de l'Indus a Nadir Shah que el 1740 va envair el Sind per castigar a Nur Muhammad, i va annexionar Bhakkar, Sibi i Shikarpur. Aquesta fou restituïda als daudputres però el 1754 els kalhores la van recuperar. Murad Tar fou llavors nomenat governador del Sind per compte de l'emir afganès Ahmad Shah Durrani.
Pertanyé com a territori vassal a l'emir de l'Afganistan (amb seu a Kandahar) i fou coneguda com a pargana Moghuli rebent molts colons paixtus; el 1789 els talpurs es van apoderar de part del Sind, però no fou fins al 1824 que van recuperar Shikarpur que fou abandonada pels afganesos. Sota domini britànic (1843-1947) va entrar en decadència degut a l'obertura del pas del Khiber, el ferrocarril de Quetta, i el major control de la frontera amb Balutxistan.
Fou districte entre el 1843 i el 1901 quan la capital va passar a Sukkur (i el districte va agafar aquest nom), i Shikarpur va esdevenir una taluka dins la subdivisió de Sukkur (al districte de Sukkur), amb una població el 1891 de 86.932 i el 1901 de 108.097; la capital de la taluka era Shikarpur amb 49.491 habitants el 1901 (42.496 el 1881 i 42.004 el 1891) dels que dos terços eren hindús i un terç musulmans. Fou declarada municipalitat el 1855. El 1977 es va crear el districte de Shikarpur i la ciutat en fou capital amb rang de municipalitat.
No s'ha de confondre amb la ciutat de Shikarpur també al Sind, a 12 km de Dadu, amb una història similar i que fou capital dels kalhores fins que va passar a Haydarabad sota Ghulam Shah (1757-1772). Fou devastada pels talpurs el 1781 i va quedar en ruïnes.